# Seri (jezična porodica)
Serian, malena indijanska porodica jezika izolirana unutar Velike porodice Hokan. Ime je dobila po plemenu Seri, nastanjenima uz obalu Sonore, a prije i na otoku Tiburón i Angel de la Guarda. Seri su se u prošlosti sastojali od više skupina koje su govorile srodnim jezicima i dijalektima. Ostala plemenska imena su: Guaymas (Xica Xnai Iic Coii ‘los que viven hacia el viento del sur’), Salineros, Tiburones (Tahéjöc comcáac ‘la gente de la isla del Tiburón’), Upanguaymas (Xica Xnai Iic Coii), Tepocas (Xica Hai Iic Coii ‘los que viven hacia el verdadero viento’), i s otoka San Esteban Xica Hast Ano Coii.

## Vanjske poveznice
- Bandas Seris  Arhivirana inačica izvorne stranice od 10. listopada 2007. (Wayback Machine)
- Serian Family  Arhivirana inačica izvorne stranice od 31. prosinca 2012. (Wayback Machine)